# Pecsét
A pecsét (latinul signum, sigillum) kemény nyomóra alkalmazott ábrázolásnak képlékeny anyagra átvitt lenyomata. A magyar nyelvben a pecsét szó a pecsétnyomó megnevezésére is szolgál, de a tudomány csak a lenyomatot érti rajta.

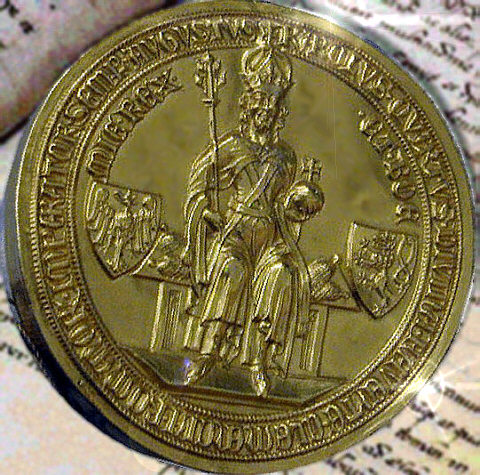
A IV. Károly német-római császár által kiadott Német Aranybulla (1356)

Bizonyító erejű jelek használatának igénye már az ókori keleti népeknél is megfigyelhető. Kr. e. 4. évezredi Mezopotámiában már ismerték a pecsétnyomót, illetve a pecsétet, az ókori Kelet számos államában használtak pecséthengereket. A Kr. e. 2. évezredben, Egyiptomban már használtak zárópecsétet, Szakkarában feltárt sírból számos pecséttel lezárt boros kancsó került napvilágra.
A Biblia tanúsága szerint pecséteket a zsidók is széles körben használtak, a görögök szintén használtak pecséthengereket és pecsétgyűrűket.
Az ókori Rómában számos magánszemélynek volt pecsétgyűrűje, mely az aláírást helyettesítette, használtak pecsételésre finoman megmunkált kőlapocskákat is, melyre isteni, császári, vagy más emberi ábrázolást véstek. A pecsétnek, mint bizonyító eszköznek nagyobb jelentőséget tulajdonítottak az általános írástudatlanság miatt, azért tudta pótolni az írást, mert szerepelt rajta tulajdonosának szimbolikus képe, a pecséthasználat a Meroving és Karoling korban is divatos maradt.
A pecsét három feladata:
- garantálja valamely tartalom titkosságát, sértetlenségét;
- bizonyítja a tulajdont;
- érvényesít, hitelesít.

## A pecsétnyomó
A pecsétnyomó (latinul tiparium) mindig valamilyen kemény anyagból készült (bronz, sárgaréz, arany, ólom, ezüst (gyűrű), elefántcsont, különböző kövek – gemmák - , és kemény fa, valamint az új korban vas és acél). A pecsét ábrázolásának negatív képét közvetlenül vésték a pecsétnyomó lapjába.
A pecsétnyomó vésése a modern idők előtt nagy gondosságot és hosszú időt igényelt, ezzel magyarázható, hogy a pecsét tulajdonosának halála után azt még sokáig használták az örökösök, vagy csak a feliratot változtatták meg rajta.
A legtöbb pecséttulajdonosnak a középkorban egy pecsétnyomója volt, de magasabb méltóságot viselők több nyomóval rendelkeztek, vagy az is előfordult, hogy több személy birtokolt egy pecsétnyomót.
Napjainkban pecsétnyomót inkább dekorációs, reprezentációs céllal használnak. Az okiratbiztonság területén a pecsétnyomók funkcióját Magyarországon főként a nedvesbélyegzők vették át, azonban a kiemelkedően fontos iratok (például ügyvédi ellenjegyzéssel ellátott okiratok) esetében a pecsétnyomó modern megfelelőjének tekinthető szárazbélyegző alkalmazása is elterjedt.

## A pecsétgyűrű
A pecsétgyűrű használata valószínűleg az ókori egyiptomiaktól ered és innen került a keleti országok hajósnépeihez, majd később pedig az etruszkokhoz, görögökhöz és rómaiakhoz. Az egyiptomi, csak úgy mint a babilóniai pecsétgyűrűnek legrégibb ismert formája hengeralakú. Csak később, Kr. e. 2200 esztendővel, a közép-egyiptomi birodalom idejében kezd szerepelni a skarabeusz alakú pecsétgyűrű, a melyet az ujjra húzott, fémből készült gyűrűre erősítettek és vésete befelé volt fordítva. Ez a véset forgatható volt. De nemcsak a Nílus mentén, hanem Ciprus szigetén is találtak ősi leletekben arany és ezüstfoglalású skarabeusz-pecsétgyűrűket és később az etruszkok is készítettek már ilyen gyűrűket, a melyekkel azután az egész Földközi-tenger vidékét elárasztották.
Csak később, a görögöknél és rómaiaknál szerepel először a gyűrűbe szilárdan odaerősített, kőből készült pecsétvéset. A pecsétgyűrű viselete egyébként a régi görögöknél a szabad polgár jelvénye is volt. Ezekkel a pecsétgyűrűkkel, illetve ezeknek lenyomatával látta el birtokát és javait, hitelesítette okmányait és írásbeli nyilatkozatait és már Szolón törvényt hozott arra nézve, hogy a kőmetszőknek és vésnököknek tilos az eladott pecsétgyűrűknek vésetéből bármilyen formában is másolatot megtartaniok. Homérosz nem tesz említést sehol sem a pecsétgyűrűről, de Mükénében a görögök előtti időkből való romok között már találtak aranypecsétgyűrűt is.
A rómaiak már nem csupán okmányok és írásbeli nyilatkozatok, végrendeletek hitelesítésére használták a pecsétgyűrűt, hanem már a legrövidebb levelet, sőt teljesen magánjellegű írásos üzenetet is viaszpecséttel láttak el, sőt még a házi eszközöket is, ha a helyzet úgy hozta magával, pecsétgyűrűvel pecsételték le. A Római Birodalomból azután eljutott a pecsétgyűrű az európai népekhez, ahol később is fontos szerepet játszott.
Európában a 13. század közepétől kezdve a nemesség, a papság és a polgárság soraiban általános volt a pecsétgyűrűviselés szokása.

## A pecsétek típusai
Idézőpecsétet (régiesen billogot) már a rómaiak is használtak, lényege, hogy a főúr (bíró) saját képét ábrázoló pecsétjét küldte el a megidézettnek, a pecsétvivő élőszóban közölte, hogy hol, mikor, és miért kell a megidézettnek megjelennie. Magyarországon I. László és Könyves Kálmán törvényei előírják a világi és egyházi személyek pecséttel történő megidézését. E törvények szerint a királynak, a nádornak, a hercegispánnak, a királyi bíráknak és főpapoknak volt joguk idéző pecsétet használni. Ez a gyakorlat III. Béla 1181-ben felállított kancelláriájának felállításával fokozatosan megváltozott, ettől kezdve nem pecséttel, hanem a pecsétnyomó viaszlenyomatával hitelesített oklevéllel idézték meg a per résztvevőit. A 13. századtól a király és az országbírák, már a káptalanok útján szereztek érvényt jogi eljárásaiknak.
Zárópecsétet akkor használtak, amikor egy irat titkosságát, zártságát akarták szavatolni. Ilyenkor az oklevelet olyan módon pecsételték le, hogy annak tartalmát csak a pecsét feltörésével lehetett megismerni, a pecsét illetéktelen feltörőjét bűnösként marasztalták el. Például a koronázási jelvényeket tartó ládát a koronaőrök és országnagyok jelenlétében lepecsételték és így tartották a következő koronázásig.
A köznyelv pecséten általában hitelesítő pecsétet ért. Ez a pecsét eredetileg az oklevélben rögzített jogi tény vagy akaratnyilvánítás hitelesítésére, a tény fennállásának vagy a nyilatkozat megtételének bizonyítására szolgált. Elsősorban az örökérvényűség igényével kiállított kiváltságlevelek (privilégiumok) esetében volt fontos, mert itt a pecsét örök időre szólt. Ezeken az okleveleken megfelelő rögzítést kellett alkalmazni a pecsétnek, ugyanis minden nyilvánosnak szánt oklevelet függesztett pecséttel erősítettek meg. Az ilyen pecséteket könnyen el lehetett távolítani, ezért sok visszaélést, hamisítást követtek el velük. IV. Béla kancelláriája a nem privilégium jellegű okleveleket (patenseket, parancsleveleket) rányomott pecséttel hitelesítette. A hitelesítő pecsét egyik fajtája volt az ellenőrző pecsét (contra sigillum), amelyet úgy használtak, hogy az úgynevezett nagy pecsét hátlapjára az azt hitelesítő személyek (királyok, egyházfők) saját, általában gyűrűspecsétjüket nyomták.

## A pecsétek anyaga
Anyaguk szerint fém-, viasz- és ostyapecséteket különböztetünk meg.
A fémpecsétek (latinul bullák) készülhetnek ólomból, aranyból vagy ezüstből. Fémpecséttel csak a királyok, pápák és a bizánci uralkodók erősítették meg okleveleiket. Aranypecsétet kizárólag a királyok használtak, azonban ez csak az oklevél ünnepélyességét emelte, bizonyító ereje nem volt nagyobb, mint egy viaszpecsétnek. A pápai kancelláriában ólompecséttel hitelesítették az okleveleket, és ezt kender zsinórra függesztették. E két egyszerű anyagnak szimbolikus jelentősége volt, összhangban a pápai oklevelek „servus servorum Dei” (Isten szolgáinak szolgája) kifejezésével.
A viaszpecsétek (latinul sigillum) anyaga eredetileg természetes méhviasz volt. Ehhez különböző adalékanyagokat (állati eredetű zsírok, kréta, gyanta, hamu) adtak a pecsét tartósságának növelésére, illetve a viasz színezésére. A méhviasz alkalmazását a 16. századtól kezdődően szorította ki a pecsétviasz vagy spanyolviasz alkalmazása. Portugál kereskedők Kelet-Indiából hozták be Európába a sellak nevű természetes gyantát, amelyhez terpentint és színezőanyagokat, leggyakrabban piros színt adó cinóbert kevertek. Ez az anyag fényesebb, ezért reprezentatívabb pecsétek készítését tette lehetővé, illetve a hitelesítő funkciót is jobban be tudta tölteni, mivel kevésbé rugalmas, mint a méhviasz, így kisebb manipulációra is eltörik. A napjainkban reprezentatív célra készített (pl. esküvői meghívóra elhelyezett) pecsétek ismét inkább méhviaszból készülnek, mivel hitelesítési funkciójuk nincsen, viszont a méhviasz rugalmassága miatt kevésbé hajlamosak a sérülésre.
Az ostyapecsét a kora újkori Németországban alakult ki és terjedt el Közép-Európában. Ennek anyaga lisztből és vízből készült ostyalap, amelyet korong formájúra vágnak. Pecsételés előtt az ostyalapot enyhén meg kell nedvesíteni, így válik alkalmassá a pecsétnyomat hordozására. Az ostyapecsét egyszerűbb és tisztább pecsételési technika a viaszpecsétnél, talán ennek köszönhető, hogy a német közjegyzők az okirataik hitelesítésére a mai napig ostyapecsétet használnak.

## A pecsételés módja
A függőpecsétek elkészítése az anyaguktól függetlenül olyan módon történik, hogy az iratot (szükség esetén, erősebb tartás érdekében a lap visszahajtásával) átlyukasztják, azon pergamenhártyából készített csíkot vagy zsineget vezetnek át, majd a zsineg szálainak összefogásánál helyezik el a pecsétet. Fémpecsét és viasz kettős pecsét (latinul sigillum duplex) esetén az előlap és a hátlap vésetét hordozó két lapot illesztenek össze, amely a fém vagy viasz elő- és hátoldalán egyszerre hagy nyomot. A pecsétnyomó ilyen esetekben ollóhoz vagy fogóhoz hasonló is lehet, de a középkorban előfordult az is, hogy az elő- és a hátlapot külön személy őrizte a visszaélések elkerülése érdekében. Egyoldalas függőpecsét készítése esetén (jellemzően méhviaszból) ún. pecsétfészket készítenek, ezen vezetik át a zsinórokat, majd a pecsétfészekre olvadt viaszt vagy pecsétviaszt öntenek, és azon helyezik el a pecsétnyomó lenyomatát.
Befüggesztett pecsételésnek nevezik azt a technikát, amikor az iraton kereszt alakú nyílást vágnak, ennek sarkait visszahajtják, majd az így létrejött lyukba öntik az olvasztott viaszt, amelyen a pecsétnyomóval egy nyomatot készítenek. Ez a pecsételési technika már a középkor folyamán a nehézkessége miatt egyre kevésbé nyert alkalmazást. Előfordult, hogy az oklevél mérete miatt a pecsét teljes lenyomata nem volt azon elhelyezhető, ilyenkor csak a pecsét közepét (az uralkodó képét) vagy a pecsét fejét nyomták az oklevélre.
A kora újkortól kezdődően terjedt el a papírfelzetes pecsételési technika, ami a legünnepélyesebb (pl. nemességet adományozó) oklevelek pecsételésén kívül szinte általánossá vált. Ennek során magára az okiratra kis mennyiségű pecsétviaszt csepegtettek vagy egy nedvesített ostyát tettek, amelyre vékony papírcsillagot (a papírfelzetet) helyeztek el. A forró pecsétviasz vagy az ostyából kioldódó csiriz erősen összeragasztja az iratot és a papírfelzetet, illetve a pecsétnyomó útján kifejtett nyomás - a pecsétnyomat kialakításán túl - össze is préseli az iratot, a pecsétviaszt/ostyát és a papírfelzetet. A pecsétviasz lehűlése vagy az ostya megszáradása után a pecsét manipulációja nagyon könnyen a pecsétviasz vagy az ostya törését okozza, így ez a technika kifejezetten alkalmas az irat hitelesítésére.

## Pecséthasználat a magyar középkorban
A király nagy pecsétjét a kancellár őrizte, a király gyűrűs pecsétjét a titkára, vagy a különleges jegyző. A király nagypecsétet csak közjogi ügyekben használták és az államhatalom szimbólumává vált. A közép pecsétet Károly Róbert vezette be, először ellen pecsétként, majd hitelesítésre szolgált, később a kápolna ispán használta. A titkos pecsét a bizalmas diplomáciai levelezés pecsétnyomója volt, kisebb magán jelleg ügyekben a gyűrűs pecsétjét használta az uralkodó.
A középkorban nem létezett a nádori, országbírói vagy püspökségi pecsét, hanem az ezeket a címeket viselők saját pecsétnyomóikat használták, általában családi címer és hivatali rangjelöléssel együtt.
Az egyházi pecsétek főpapi szimbólumokat és védő szentek alakjait viselték. A világi pecsétekkel ellentétben az egyházi hatóságok más formákat használtak, jellemzően mandula alakúakat.
Közjogi hiteles helyek, a káptalanok működése egy – két megyére terjedt ki. Illetékességük volt jogi ügyek írásba foglalása, oklevelek írásba foglalása, másolása, főurak parancsára bizonyító eljárások lefolytatása, okleveleket saját pecsétjükkel állítottak ki, érvényességüket minden világi és egyházi hatóság elismerte.
A város mint jogi személy okleveleit saját pecsétjével hitelesítette. Itt is több pecsétet használtak, a különböző jogi ügyek intézésére, őrzésük az elöljárók feladata volt.
A nemesi vármegyék oklevél kiadása nehézkesebb volt, mint a városok esetében, mivel megyei pecsét nem volt. Az oklevelek hitelesítéséhez az alispán és két szolgabíró jelenlétére volt szükség, mint megyei tisztségviselők és bírák, csak együttesen adhattak ki, zárhattak le oklevelet. Ennek a gyakorlatnak vetett véget a megyék hiteles pecsétéjének elkészítését célzó 1550-es törvény. Végrehajtása azonban a 17-18. századig húzódott.

## A pecséttan
A pecséttan (vagy szfragisztika, szigillográfia) a pecséteket vizsgáló tudomány, a történelem segédtudományainak egyike. Már a középkorban is foglalkoztak a pecsétek vizsgálatával, de a pecséttant önálló tudománynak a 18. századtól tartjuk.

## Galéria

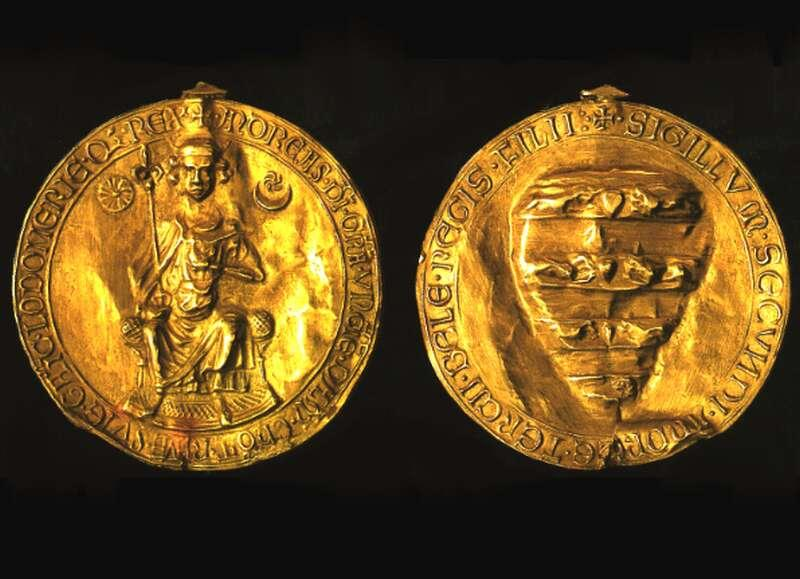
Az Aranybulla függő aranypecsétjének két oldala (1222)
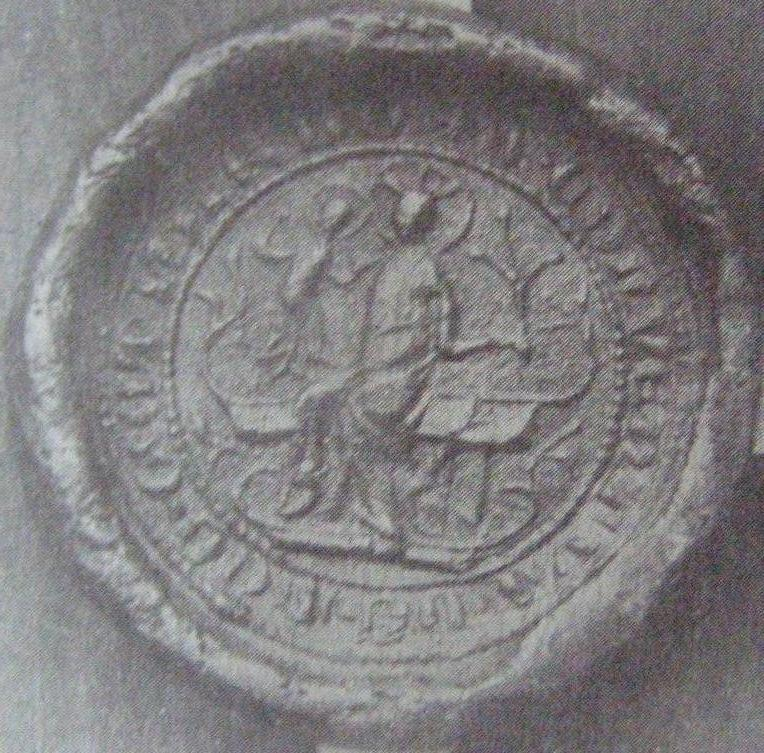
A szentgotthárdi konvent pecsétje (1489)
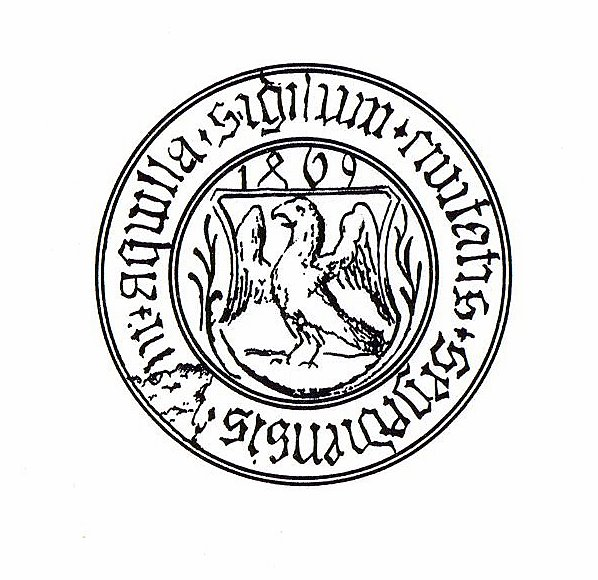
Mátyás király korabeli pecsét
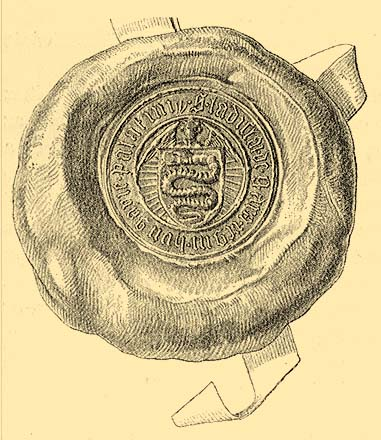
Garai László nádor pecsétje

## Forrás
- Bertényi Iván: Pecséttan, in: A Történelem Segédtudományai. Osiris Kiadó 2001.
- Feiszt György: Rövid Magyar Címertan és Pecséttan. Tankönyvkiadó 1986.
- Kumorovitz L. Bernát 1944: A magyar pecséthasználat története a középkorban. Gödöllő (Bővített kiadás: 1993)
- Takács Imre: Az Árpád-házi királyok pecsétjei (Corpus sigillorum hungariae mediaevalis 1. Budapest, 2012